# Teostericto il Confessore
Teostericto, detto il Confessore (Trigleia, 725 ? – Trigleia, 17 marzo 807), è stato un monaco cristiano bizantino.

## Biografia
Teostericto il Confessore (o Theosteriktos) divenne monaco in giovane età presso il Monastero di San Giovanni il Teologo, noto anche come Monastero di Pelecete (in greco Μονή Πελεκητής) nella Propontide, e in seguito divenne abate (igumeno). Le notizie sulla sua vita e sul suo probabile martirio sono riportate dalla biografia di santo Stefano il Giovane, scritta da un diacono di nome Stefano. 
Nel 763, durante la persecuzione iconoclasta di Costantino V, mentre si trovava in chiesa per i riti del Giovedì Santo, fu sorpreso dal generale Michele Laconodragone che alla testa di un forte contingente di soldati arresto l'abate con tutti i religiosi. Molti monaci furono subito trucidati e altri furono condotti in prigione nella regione di Efeso. Teostericto fu torturato: ebbe amputato il naso, le dita e le orecchie, e la barba spalmata di pece e bruciata; il monastero fu dato alle fiamme e andò distrutto. I documenti greci sembrano indicare che non morì martire nella persecuzione ma che in seguito fu rilasciato e si rifugiò in un altro monastero sfuggito alla persecuzione, dove morì il 17 marzo del 807. 

## Culto
I Sinassari si limitano a segnalarne la memoria nelle Chiese slave il 28 febbraio, e nelle Chiese greche il 17 marzo. 